# Basketballnationalmannschaft der DDR
Die Basketballnationalmannschaft der DDR repräsentierte die Deutsche Demokratische Republik in den Jahren 1952 bis 1990 im Basketball.
Der größte Erfolg der Herren-Mannschaft war das Erreichen des 6. Platzes bei der Basketball-Europameisterschaft 1963.

## Geschichte
Nach dem Zweiten Weltkrieg gab es zunächst nur eine westdeutsche Mannschaft. Bei der Europameisterschaft 1953 nahm eine gesamtdeutsche Mannschaft mit vier ostdeutschen Spielern teil und belegte Platz 14. Zur EM 1959 in Istanbul schaffte es auch ein Team aus der DDR. Die Mannschaft konnte Platz 14 erreichen.
Zum ersten deutsch-deutschen Duell kam es 1960 bei der Qualifikation für die Olympischen Sommerspiele im gleichen Jahr. Wie auch die nächsten Spiele konnte es die DDR für sich entscheiden. Erst 1973 gelang der West-Auswahl ein Sieg über Ostdeutschland.
1961 belegte die DDR bei der EM in Belgrad Platz 12 und war damit vier Plätze besser als das Team aus Westdeutschland.
Der größte Erfolg der Basketballnationalmannschaft wurde bei der EM 1963 in Wrocław erzielt. Nach vier Siegen und drei Niederlagen in der Vorrunde platzierte sich das Team hinter der Sowjetunion und Polen auf Platz 3 der Gruppe B. Da nur die ersten beiden Plätze weiterkamen, musste die DDR im kleinen Halbfinale antreten. Dort gewannen sie deutlich mit 81:35 gegen Belgien und spielten im Spiel um Platz 5 gegen Bulgarien. Dort verloren sie zwar 62:77, dennoch gehörten sie zu den Überraschungen des Turniers.
Bei der nächsten EM 1965 konnte die DDR nicht an den Erfolg anknüpfen, landete mit Platz 10 aber erneut vier Plätze vor Westdeutschland. Bei der letzten EM-Teilnahme im Jahr 1967 erreichte die DDR-Mannschaft den 14. Rang. Es gab keine Teilnahme an Weltmeisterschaften oder Olympischen Spielen, weil Basketball ab 1969 zum weniger geförderten Sport II degradiert worden war.

### Das Ende
Im Jahr 1969 beschloss die SED auf Vorschlag des DTSB, dass man sich bei der Sportförderung auf eine bestimmte Anzahl von Sportarten konzentrieren wolle, besonders auf medaillen- und punkteintensive Sportarten. Da Basketball eine aufwendige Mannschaftssportart ist, für die es im Unterschied zu Individualsportarten nur eine einzige Medaillenchance gibt, wurde sie herabgestuft. Damit ging ein Ausreiseverbot in nichtsozialistische Länder und empfindliche Einschränkungen bei der Förderung von Talenten, Ausbildungen und Ausstattung einher.